# Thüringen (Vorarlberg)
Die Gemeinde Thüringen mit 2336 Einwohnern (Stand 1. Jänner 2025) liegt im österreichischen Bundesland Vorarlberg im Bezirk Bludenz am Ausgang des Großen Walsertals auf der nördlichen Talseite des Walgau. Sie gehört zu den Blumenegg-Gemeinden.

## Geografie
Thüringen liegt im westlichsten Bundesland Österreichs, Vorarlberg, im Bezirk Bludenz. Im Süden bildet die Lutz die Gemeindegrenze zu Ludesch. Während der zentrale Dorfplatz auf rund 550 m Höhe liegt, steigt das Land im Nordwesten zu bewaldeten Höhen an. Deren höchste Erhebungen bilden der Letschkopf auf rund 750 m sowie der Tschanesakopf auf rund 850 m Höhe, welcher bereits auf der Gemeinde- und Bezirksgrenze zu Schnifis im Bezirk Feldkirch liegt. Die Grenze zu Thüringerberg verläuft im Norden ebenfalls teilweise auf über 800 m und erstreckt sich über das Schlosstobel im Nordosten des Gemeindegebiets bis zur Mündung des durch das Schlosstobel fließenden Falsterbachs in die Lutz am Talboden.
Die Gemeinde hat eine Fläche von 5,67 Quadratkilometer. Davon sind 38 Prozent landwirtschaftliche Nutzfläche und 42 Prozent sind bewaldet.
Es existieren keine weiteren Katastralgemeinden in Thüringen. Die Bezirkshauptstadt Bludenz liegt etwa 9 Kilometer südöstlich.

### Nachbargemeinden
| Schnifis (FK) |                                             | Thüringerberg |
|               | Kompassrose, die auf Nachbargemeinden zeigt |               |
| Bludesch      |                                             | Ludesch       |

## Geschichte

### Erste Erwähnung im Churrätischen Reichsurbar
Der Ort samt Pfarrkirche wurde urkundlich erstmals 842 als „Turingos cum ecclesia“ (dt. Thüringen mit einer Kirche) erwähnt und bildete bis ins Jahr 1848 eine Einheit mit Bludesch. Die heutige Pfarrkirche St. Stephan wurde jedoch im Wesentlichen in den Jahren 1712–1714 errichtet. Es bestand auch eine Doppelpfarre mit einem in Thüringen wohnhaften Pfarrer. Im Churrätischen Reichsurbar werden außerdem nicht nur der Ort mit Kirche erwähnt, sondern auch Wiesen und Äcker im Gebiet des Walgau, sowie Weinberge in Thüringen und an einigen anderen Orten.
Der rätoromanische Süden Vorarlbergs blieb – im Gegensatz zum Vorarlberger Unterland, das seit dem 3. Jahrhundert Alemanneneinfälle verzeichnet – lange Zeit weitgehend unberührt von germanischem Einfluss, was zu kultureller Kontinuität und dem Erhalt vieler ursprünglicher Flurnamen führte, wie z. B. dem Gurdinetsch, dem Lafun oder dem Flugelin.

### Die Herrschaft der Grafen
Unter den Montforter Grafen entstand im 13. Jahrhundert die Veste Blumenegg. 1405 wurde sie in einem Bauernaufstand zerstört. Nach ihrem Wiederaufbau fiel sie 1650 und 1774 Bränden zum Opfer. Nach dem letzten Brand wurde sie nicht mehr aufgebaut.

### Unter den Äbten von Weingarten
Nach dreijährigen Verhandlungen gelang der Reichsabtei Weingarten unter dem gebürtigen Bregenzer Abt Georg Wegelin im Februar 1613 der Kauf der Herrschaft Blumenegg, welche damals rund 1700 erwachsene Einwohner umfasste. Der Kauf wirkte sich für die Bewohner unter anderem in einer geordneteren Verwaltung und verstärkter kirchlicher Bautätigkeit aus, jedoch erhöhte sich auch die Steuerlast und die Strenge der Gerichtsbarkeit. Der Zusammenschluss mit der Habsburgermonarchie, das die Herrschaft Blumenegg zu dieser Zeit umgab, verzögerte sich dadurch um gut 200 Jahre.
Der ehemalige Untervogt Johann Rudolf von der Halden wurde von Weingarten als Landvogt von Blumenegg weiterbeschäftigt. Als „halbdemokratisches“ Element fungierte der Landammann, der aus drei vom Landvogt vorgeschlagenen, „redlichen, ehrlichen und tapferen“ Kandidaten von den männlichen Wahlberechtigten unter den Linden (gegenüber der St. Annakirche) gewählt wurde. Im Jahr 1630 wurde Thomas Zimmermann in dieser Funktion bestätigt. Zu seinen Aufgaben zählte die Bestätigung von Urkunden durch Besiegelung, sowie den Vorsitz bei Gerichtsverfahren, bei denen nicht über Leben und Tod entschieden werden musste. Die Gerichtsbeisitzer (Schöffen) wurden allerdings von der Obrigkeit bestimmt.
Unter Anselm Rittler (Abt von Weingarten 1784–1802) wurde das Kloster Weingarten im Jahr 1802 aufgrund der Erfolge Napoleons aufgehoben. Daraufhin ging das gesamte Herrschaftsgebiet von Weingarten inklusive Blumenegg in den Besitz von Fürst Wilhelm I. von Oranien-Nassau über. Seine Besitzungen in Vorarlberg verkaufte dieser in der Folge den Habsburgern. Abt Anselm soll recht bald darauf aus „Gram über den ungerechten Wandel der Dinge“ gestorben sein.

### 19. Jahrhundert

Ansicht Thüringen (1883)

Mit dem Erwerb der Herrschaft Blumenegg aus dem ehemaligen Besitz des Klosters Weingarten durch die Habsburger am 23. Juni 1804 kam Thüringen zu Österreich. Durch die Niederlage im Krieg gegen Frankreich muss Österreich jedoch schon im darauffolgenden Jahr das Land Vorarlberg an das Königreich Bayern abtreten, welches das Land am 13. März 1806 bis zur Rückgabe am 7. Juli 1814 übernimmt. In dieser Zeit wird der „Kronenwirt“ Michael Anton Duelli Gemeindevorsteher von Bludesch-Thüringen, welches nach wie vor eine Doppelgemeinde darstellt. Duelli war auch zuvor schon Gemeindevorgesetzter.
Im Jahre 1837 gründete der Schotte John Douglass, der Großvater des Schriftstellers Norman Douglas, eine Textilfabrik und brachte damit wirtschaftlichen Aufschwung in den Ort. In den Jahren 1836 bis 1837 ließ er auf einer Anhöhe die Villa Falkenhorst erbauen.
1849 wurde die Trennung der bis dahin vereinten Orte Thüringen und Bludesch in zwei selbständige Gemeinden vollzogen.

### 20. Jahrhundert
Am 14. Februar 1905 wurde von der Gemeinde auf Anregung des k. k. Bezirksschulrates in Bludenz der Bau eines neuen Volksschulgebäudes beschlossen. Das zuvor an diesem Standort befindliche Gemeindehaus wurde abgebrochen, und nach gut zweijähriger Bauzeit konnte die Schule im Herbst 1907 bezogen werden. Es gilt zu seiner Zeit als schön und modern, auf der Westseite befindet sich beispielsweise das Weingartener Wappen als Hinweis auf die Geschichte des Ortes. Die Baukosten in Höhe von 43.000 Kronen werden 1922 aufgrund der hohen Inflation mit einem Butterbrot getilgt. Heute befindet sich in dem Gebäude die polytechnische Schule.
Die ersten Haushalte erhalten im Jahr 1913 elektrischen Strom, der vom Elektrizitätswerk der Stadt Bludenz bezogen wird. Zugleich wird auch eine erste Straßenbeleuchtung installiert.

### Bevölkerungsentwicklung
Am 31. Dezember 2002 hatte die Gemeinde inklusive der Zweitwohnsitze 2.272 Einwohner. Der Ausländeranteil lag dabei bei 10,2 Prozent.
Bis 1991 waren Geburtenbilanz und Wanderungsbilanz positiv. Von 1991 bis 2001 hielten sich Zu- und Abwanderung die Waage, nach 2001 wurde die Wanderungsbilanz negativ, konnte aber durch die hohe Geburtenrate ausgeglichen werden.

## Kultur und Sehenswürdigkeiten
- Pfarrkirche zum hl. Stephan
- Filialkirche zur hl. Anna
- Villa Falkenhorst:

Die Villa Falkenhorst wurde 1836/37 vom Industriellen John Douglass erbaut. Die Villa orientiert sich architektonisch an der Form des einfachen englischen Landhauses – in Anlehnung an Villenbauten der italienischen Renaissance.
Im Jahre 1838 wurde das Anwesen von Lady Margarethe Jane Douglass gekauft und 1891 ging es an ihren Enkel John William Douglass über.
Der Textilfabrikant Rudolf Kastner erwarb 1909 die Fabrik und die Villa. 1985 wurden die Fabrikanlage und 1997 auch die Villa mit der umgebenden Parkanlage schließlich von der Gemeinde Thüringen erworben. Seither finden dort diverse kulturelle Veranstaltungen statt – unter anderem der „Blumenegger Sommer“.
- Lindenplatz:  Naturdenkmal
- Naturdenkmal Montjola-Wasserfall und die Montjola-Weiher

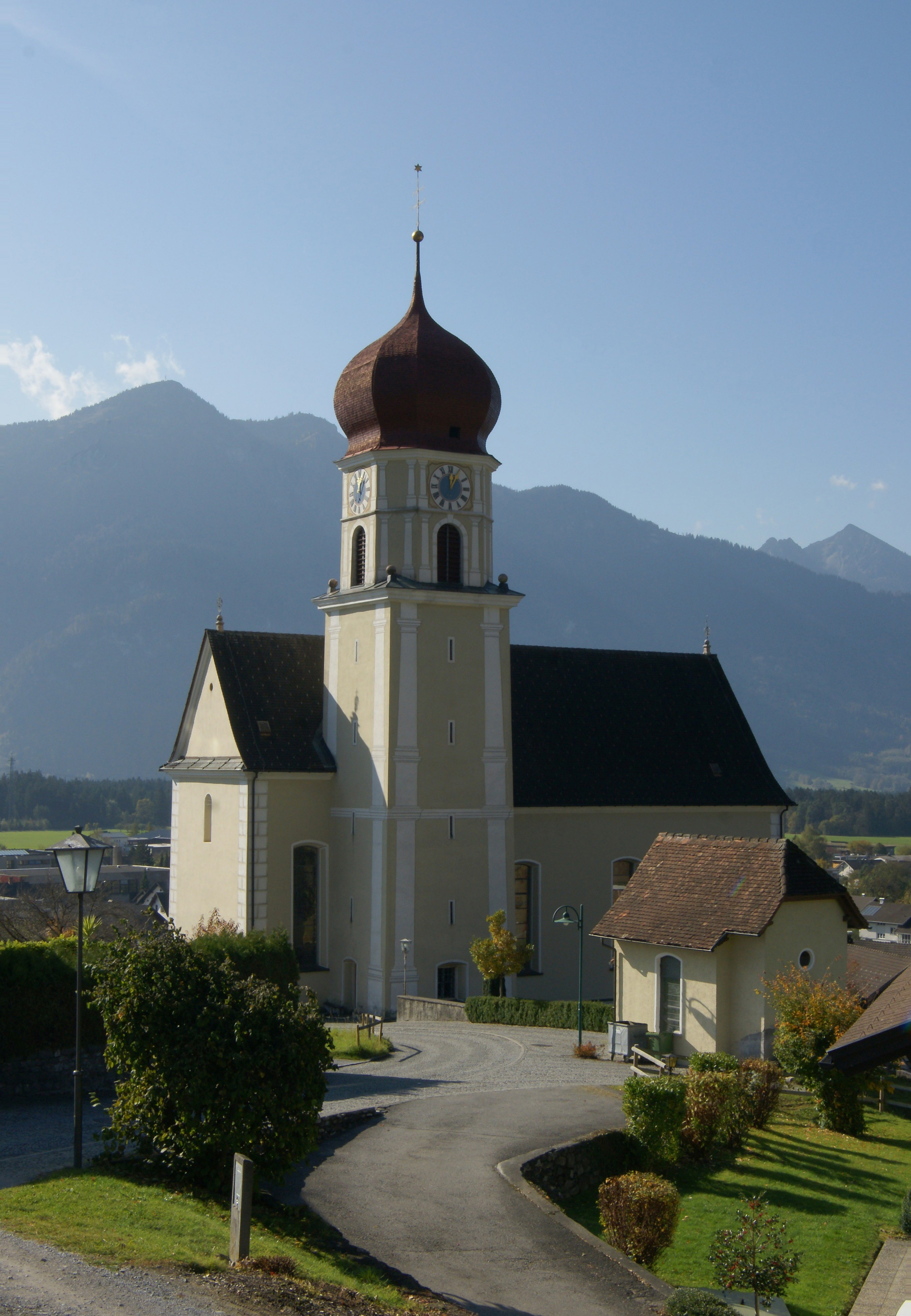
Hl. Stephan
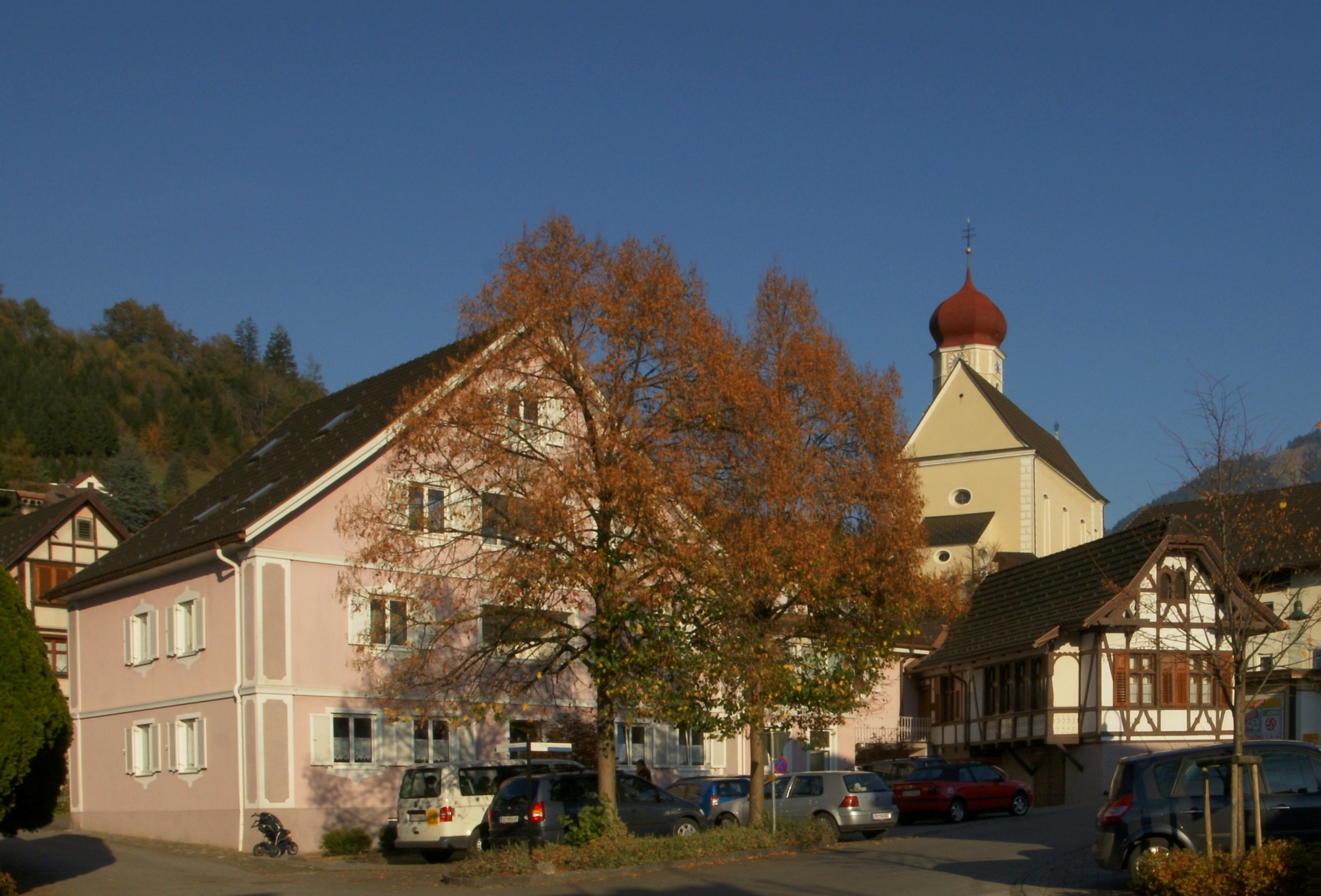
Dorfzentrum mit Pfarrkirche
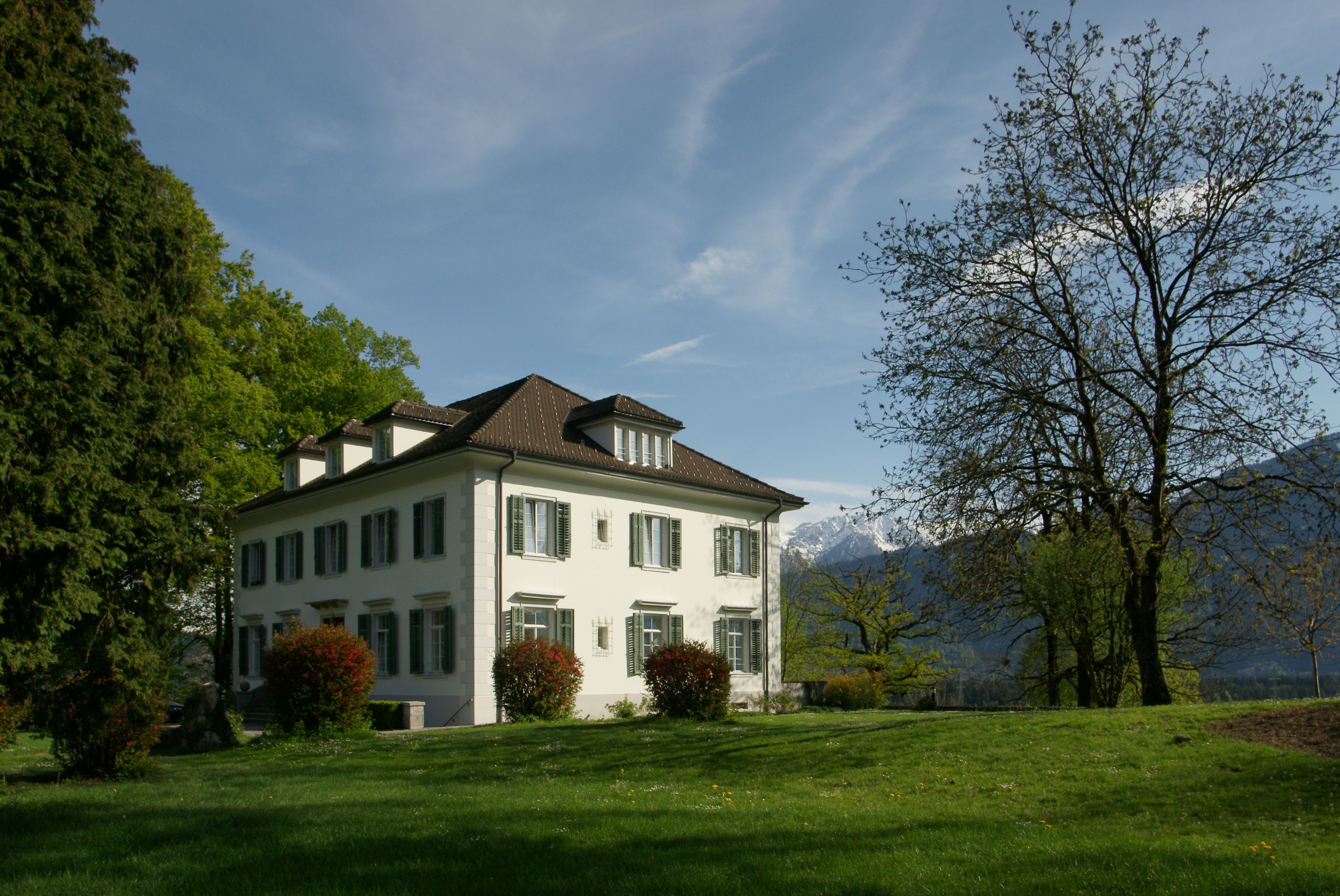
Villa Falkenhorst
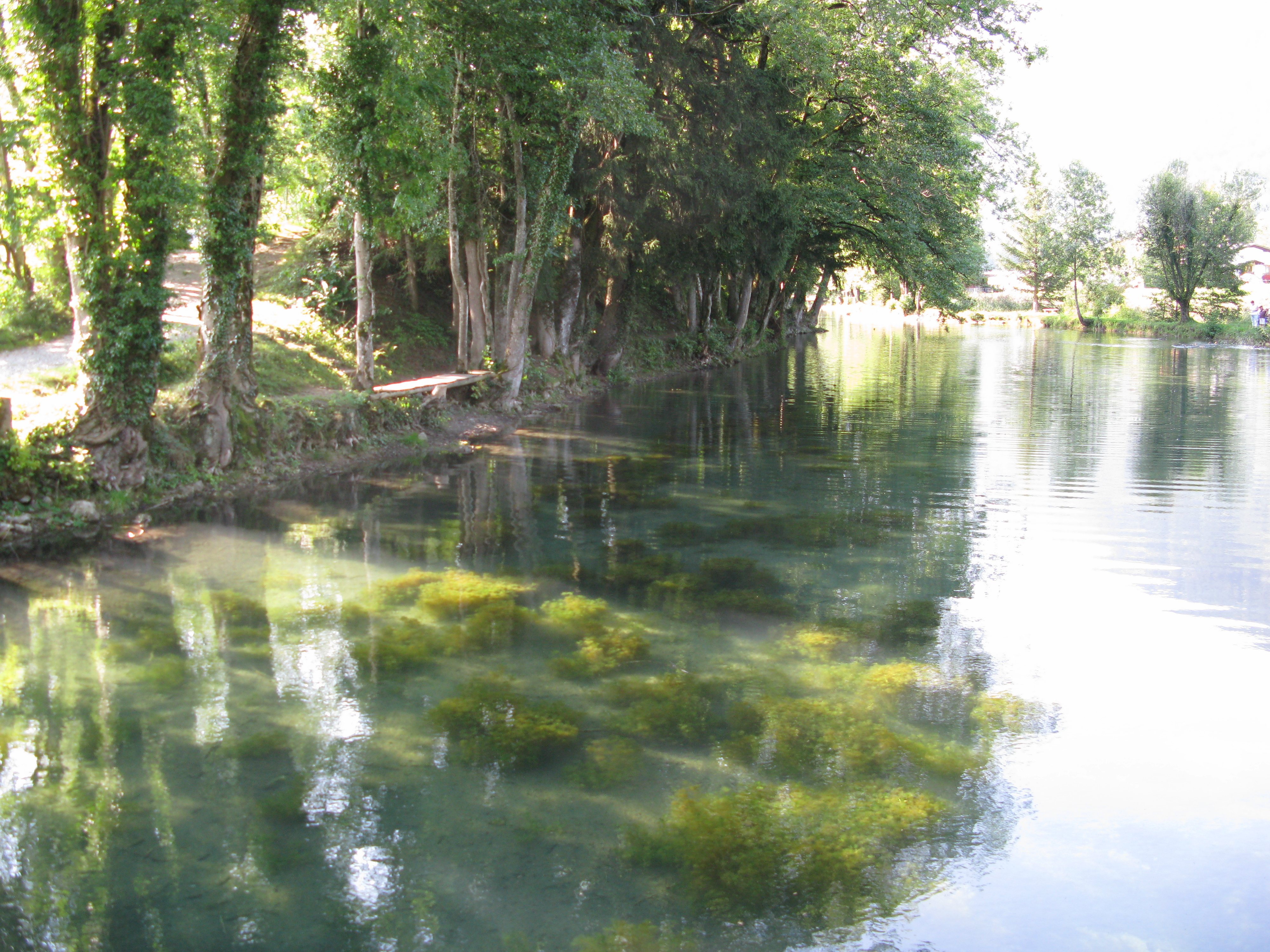
Montjola-Weiher
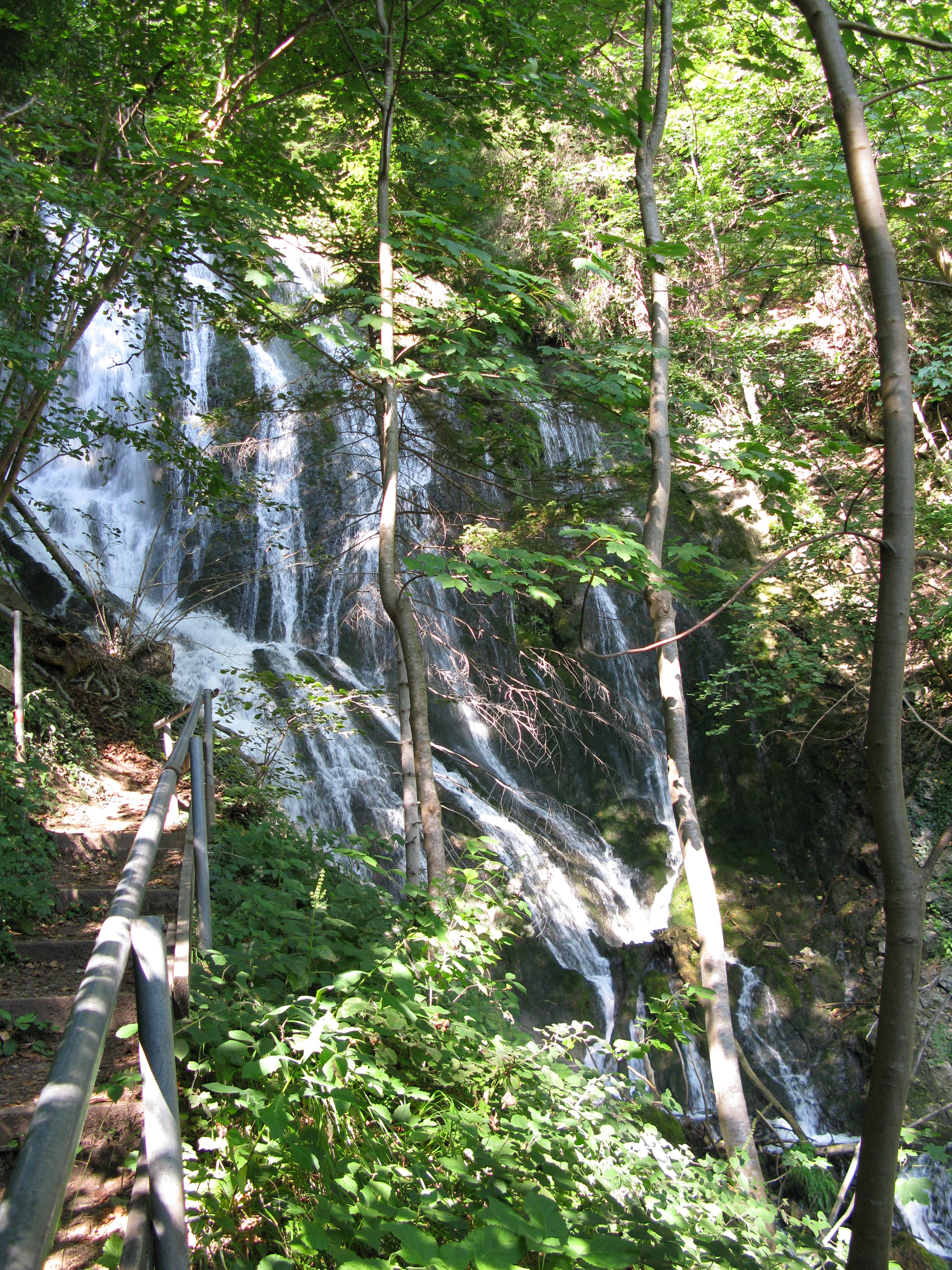
Montjola-Wasserfall

## Wirtschaft und Infrastruktur
Die Wirtschaft ist geprägt durch metallverarbeitende Industrie (u. a. ein Hilti-Werk), Teppichweberei, Holzverarbeitung und etwas Sommertourismus.
Am Ort gab es im Jahr 2003 32 Betriebe der gewerblichen Wirtschaft mit 604 Beschäftigten und 60 Lehrlingen. Lohnsteuerpflichtige Erwerbstätige gab es 911. Landwirtschaft spielt eine wichtige Rolle. Der Anteil der landwirtschaftlichen Flächen an der Gesamtfläche liegt bei 42,3 Prozent.

### Bildung
Im Ort gibt es eine Volksschule mit musikalischem Schwerpunkt, eine Neue Mittelschule und eine Polytechnische Schule mit insgesamt 560 Schülern (Stand Januar 2003). An der Mittelschule Thüringen besteht die Möglichkeit des Besuchs einer Musikmittelschule mit erweitertem Musik- und Instrumentalunterricht. Pro Jahrgang werden zwei Klassen dieses Schultyps geführt. Zudem verfügt Thüringen über einen Kindergarten.

## Politik

### Gemeindevertretung
In Vorarlberg wählen die Bürger alle fünf Jahre die Mitglieder der Gemeindevertretung durch Ankreuzen eines Listen-Wahlvorschlages bzw. durch Mehrheitswahl wenn kein Listenvorschlag vorliegt. Weiters den Bürgermeister durch Ankreuzen eines Wahlvorschlages.
Die Gemeindevertretung wählt in der konstituierenden Sitzung aus ihrer Mitte – sofern keine Wahl durch die Bürger zustande kam – gemäß § 61 Gemeindegesetz einen Bürgermeister und dann einen mindestens dreiköpfigen Gemeindevorstand. Die Zahl dieser „Gemeinderäte“ darf aber gemäß § 55 den vierten Teil der Zahl der Gemeindevertreter nicht übersteigen.
Der Bürgermeister führt den Vorsitz bei den generell öffentlichen Sitzungen der Gemeindevertretung, in denen kommunale Belange besprochen und Beschlüsse gefasst werden. Beobachter haben kein Mitspracherecht und kein Stimmrecht. Die Gemeindevertretung kann nach Bedarf Ausschüsse bestellen. Sitzungen des Gemeindevorstandes und der Ausschüsse sind nicht öffentlich.

#### Sitzverteilung nach den Wahlen
- Gemeindevertretungswahlen 1985: Liste Thüringen 14, SPÖ 4.[15]
- Gemeindevertretungswahlen 1990: ÖVP 14, SPÖ 4.[16]
- Gemeindevertretungswahlen 1995: ÖVP 17, SPÖ 4.[17]
- Gemeindevertretungswahlen 2000: ÖVP 16, FPÖ 3, SPÖ 2.[18]
- Gemeindevertretungswahlen 2005: Liste Thüringen 11, SPÖ 4, Grüne 4, TOP 1, FPÖ 1.[19]
- Gemeindevertretungswahlen 2010: Liste Thüringen 9, Liste BERNO Witwer 6, Grüne 3, SPÖ 2, FPÖ 1.[20]
- Gemeindevertretungswahlen 2015: Gemeinsam für Thüringen 14, Die ALTERNATIVE 4, FPÖ 2, SPÖ 1.[21]
- Gemeindevertretungswahlen 2020: Gemeinsam für Thüringen 21.[22]
- Gemeindevertretungswahlen 2025: Gemeinsam für Thüringen 13, FPÖ und Parteifreie 4, BHUND 4.[23][24]

### Bürgermeister
- 1945–1946 Otto Bitschi[25]
- 1946–1947 Josef Walter[25]
- 1947–1954 Otto Stuchly[25]
- 1954–1965 Ludwig Tschann[25]
- 1965–1980 Otto Stuchly[25]
- 1980–2004 Helmut Gerster[25]
- 2004–2010 Berno Witwer[25][26]

- seit 2010 Harald Witwer[27][28][29]

### Wappen
Das Wappen von Thüringen tauchte erstmals bei Georg Wegelin, dem Abt des Reichsstiftes Weingarten (1613 bis 1627) auf und lehnt sich an das Wappen der Reichsherrschaft Blumenegg an, deren ehemaliger Amtssitz der Ort war. Mit Beschluss der Vorarlberger Landesregierung vom 1. Februar 1929 ist die Gemeinde Thüringen berechtigt, dieses Wappen zu führen. Es besteht aus einem fünfmal von Silber und Blau geteilten Schild. In jedem der drei blauen Streifen erscheinen nebeneinander vier stilisierte graue Wolken.
Dieses Element scheint auch in den Wappen der anderen Blumenegg-Gemeinden Bludesch, Ludesch und Thüringerberg auf.

## Persönlichkeiten

### Söhne und Töchter der Gemeinde
- Gabriel Ludwig Seeger (1831–1893), Arzt und Mundartdichter
- John Sholto Douglass, 15. Lord of Tilquhillie (1838–1874), Fabrikant und bedeutender Förderer des Alpinismus
- Norman Douglas (1868–1952), schottischer Schriftsteller
- Kaspar Winkler (1872–1951), Fabrikant und Erfinder
- Helmuth Fetz (1928–2010), Landschafts- und Porträtmaler
- Martin Purtscher (1928–2023), Landeshauptmann von Vorarlberg
- Vera Purtscher (* 1961), Architektin und Designerin

### Mit der Gemeinde verbundene Persönlichkeiten
- John Douglass, 14. Lord of Tilquhillie (1803–1870), Fabrikant
- Gerhard Hess (1731–1802), Mönch und Historiker des Klosters Weingarten, gestorben und bestattet in Thüringen